# 藤原伊周
藤原 伊周（ふじわらの これちか）は、平安時代中期の公卿。藤原北家、摂政関白内大臣藤原道隆の嫡男（三男）。最高官位は正二位・内大臣。
関白・藤原道隆の嫡子として、道隆の死後に摂関の座を巡って叔父の道兼・道長と争う。しかし、花山法皇に矢を射かける事件を起こし、大宰権帥に左遷され失脚した（長徳の変）。のち本位に復され、寛弘年間に勅命を被って准大臣の初例を作り、自らの名前が由来する周公旦が列した三公に准ずるという意味を込めて、古代中国の官職名儀同三司を自称した。

## 生涯

### 誕生と急速な出世
天延2年（974年）藤原北家九条流の大納言・藤原兼家の嫡男であった兵衛佐・藤原道隆と、内裏の内侍であった高階貴子の間に生まれる。異母兄に「大千代君」の幼名を持つ道頼がいたため、小千代君と名づけられた。学才の高さで知られた外祖父の高階成忠ら高階氏一族の教育によるものと想定されるが、小千代君やその兄弟姉妹には当時の貴族に相応しい教養が身についており、特に小千代君は文筆の才能に優れていた。
花山朝の寛和元年（985年）12歳で元服し従五位下に叙爵。改名した伊周は兼家の長兄・藤原伊尹（これただ/これまさ）と一字が共通し、古代中国の名臣伊尹と周公旦に因む名と見られる。翌寛和2年（986年）一条天皇の即位式の日に昇殿を許されると、侍従・左兵衛佐を経て、翌永延元年（987年）正五位下・左近衛少将、永延2年（988年）従四位下、永延3年（989年）従四位上と武官を務めながら昇進する。
正暦元年（990年）5月に祖父・兼家の跡を継いで父・道隆が摂政に就任し、同年10月中宮に同母妹・定子が立つ。同年中に右近衛中将・蔵人頭を経て、正暦2年（991年）正月に蔵人頭在任わずか4ヶ月で参議に任ぜられて公卿に列した。同年7月に従三位、9月に異母兄・道頼とともに先任参議7名を超えて権中納言に、さらに翌正暦3年（992年）には舅の源重光の譲りを受けて正三位・権大納言に進み、道頼にも先んじた。

### 父・道隆の強引な引き立て
正暦5年（994年）7月に左大臣・源雅信が没すると、8月に伊周は8歳年上の叔父・藤原道長ら3人の先任者を飛び越えて21歳で内大臣に昇進した。伊周の後任の権大納言は3歳上の異母兄・道頼であった。このような強引な伊周への官位引き上げは、一条天皇の生母・東三条院詮子（道隆の妹）を始めとして廟堂での不興を買う。そして道隆の死後、伊周をはじめとする中関白家の孤立を招いた。
長徳元年（995年）2月初めに道隆は飲水病（糖尿病）が悪化して重態に陥るや、後任の関白に伊周を強く推し、3月8日に一条天皇はまず道隆が内覧を行い、次いで伊周に内覧させるように命じる。これに対して、伊周は自分は関白から内覧の業務を委ねる旨を伝えられており、宣旨の内容がこれに反すると抗議。その結果、翌9日に改めて伊周をして文書内覧の宣旨を蒙らしめることに成功した。しかし、この時下された宣命で内覧について「関白病間（道隆が病気の間のみ伊周に内覧を任ずる）」の語句があったことについて、元より「関白病替」を望んでいた伊周は甚だ不満であったため、左少弁・高階信順（伊周の母方の叔父）は「病気の間のみ」という部分を削除させようとして宣旨を作成した大外記・中原致時に訂正を迫るが、拒絶されている。このことで伊周は一条天皇の不興も買ってしまった。また、伊周は内覧に任ぜられると、倹約令を出し衣服の裾の長さなど細部に至るまで厳しく制限を加えたため、公卿から批判の声が高く上がり、人々はその器量を疑ったという（『栄花物語』）。
4月5日に伊周は関白と同等の待遇を意味する随身兵仗を賜る。これについて、前日4日に伊周は随身を賜りたいと奏上するも、一条天皇は関白（道隆）に改めて随身を給う宣旨を下したのみだった。それを知った伊周は「気色を変じて」参内して随身の下賜を奏上した結果、先例があることを条件に随身を賜ることとなり、左大臣・源融の先例がある旨を伊周が奏上し、随身を賜ることが決まった。なお、経緯を知った藤原実資は「源融への随身下賜」について調べたが、確認できなかったという。しかし、4月10日に最大の後ろ盾である父を失った。

### 叔父・道長との政争
17日間にわたる関白の不在を経て、4月27日に道隆の同母弟である藤原道兼が関白・氏長者に就任した。これいついて、当時の族長権の継承は天皇家も各氏族も兄弟継承が基本であり、さらに道兼が一条天皇の伯父・詮子の兄だったのに対し伊周は天皇の従兄弟・詮子の甥に過ぎずミウチの範囲に含まれなかったとの指摘がある（倉本一宏）。しかし、既に疫病に冒されていた道兼は関白在任わずか10日ほどの5月8日に
没し、後継の関白を巡る政争が伊周と道長の間に繰り広げられる。伊周はここで粘り強く一条天皇に働きかけ、天皇も定子への愛情の深さや文才豊かな伊周への親しみもありかなり伊周に傾きかけたといわれる。しかし、道長が天皇の外戚（外叔父）関係にあるが伊周はそうではないことや、一条天皇の母后・東三条院（藤原詮子）の説得もあり、5月11日になって道長に文書内覧の宣旨が下り、6月19日には道長が伊周を越えて右大臣に昇任、氏長者並びに天下執行の宣旨を獲得した。
7月24日に伊周と道長は陣座で氏長者の所領帳の所有をめぐって激しく口論、罵声が外まで聞こえて一座は恐れをなしたという。3日後には伊周の同母弟・藤原隆家の従者が道長の従者と都の大路で乱闘し、8月2日には道長の随身・秦久忠が隆家方に殺害される事態に発展。同じころ、道隆の舅であった従二位・高階成忠が道長を呪詛している噂も流れた。

### 長徳の変
長徳2年（996年）に発生した長徳の変は、正月16日、故藤原為光の四女のもとに通う花山法皇を、自分の思い人の為光三女が目当てと誤解した伊周が隆家と謀って道すがら待ち伏せ、彼らの従者が放った矢が法皇の袖を突き通した一件に発端する。皇族に向けて矢を射掛けたというこの事件は、これまでの藤原氏による数ある陰謀事件(変)とは異なり、明らかに伊周・隆家の軽挙によって自ら中関白家が失脚することになった事件である。
2月5日には一条天皇が検非違使別当だった藤原実資に伊周邸、紀伊前司・菅原董宣（伊周の家司）宅、および右兵衛尉・致光（伊周の郎等）宅の捜索を許可した。五位以上の者の邸宅でも勅許を待たずに捜索を先行させるようにとの勅命だった。伊周は私兵を多く蓄えているとの噂があり、また実際に董宣宅から兵士8人・弓矢2具が見つかり、致光宅からは7、8人の兵士が逃げ去ったという。2月11日には陣定の最中に、天皇から頭中将・藤原斉信に対して伊周と隆家の罪名勘申の旨を有司に伝達するように命令が出され、道長に伝えられた。以後この事件の捜査は天皇の意向が優先され、道長らの決定が後追いするという展開で進む。4月1日に法琳寺の僧によって、国家にしか許されない大元帥法を伊周が私に修したことも奏上される。4月24日に至り、花山法皇を射た不敬、東三条院呪詛、大元帥法を私に行うこと三ヶ条の罪状により、除目で内大臣伊周を大宰権帥に、中納言隆家を出雲権守に降格する宣旨が下された。
懐妊中の中宮・定子は前月初めから里第二条北宮に退出しており、左衛門権佐・惟宗允亮は御在所の西の対に匿われていた伊周に配流の宣命を伝えたが、伊周は重病と称して出立を拒んだ。数日間膠着状態が続いたが、5月1日早朝になって朝廷は宣旨を降し中宮御所の捜索を許可。検非違使率いる武士が戸を壊し御所に乱入した。この時捕えられたのは隆家だけで邸内に伊周の姿はなかったが、伊周は3日後僧形で帰ってきた。春日大社や木幡にある父・道隆の墓に参詣していたのだという。伊周は数日後に配所に向けて出発している。5月15日伊周を播磨国に、隆家を但馬国に留める勅が発せられている。伊周の母・貴子は出立の車に取り付いて同行を嘆願したが許されず、やがて病の床に就く。10月初めに伊周は病む母を思って密かに入京し中宮・定子の御所に匿われたが、中宮大夫・平生昌や平孝義らの密告により10月11日に捕えられ、改めて大宰府へ護送されて同年暮れに到着した。藤原実資は伊周のこれまでの行いの報いであると評している。
検非違使が里邸に踏み込んだ際、定子は衝動的に髪を切ったが、これは当時出家を意味する。12月に定子は一条天皇の第一皇女となる脩子内親王を出産する。一方、折柄の東三条院の病気の平癒を願って朝廷は翌長徳3年（997年）4月5日大赦を発し、これをうけて大宰権帥伊周と出雲権守隆家兄弟の罪科を赦し、太政官符を以てこれを召還することに決した。こうして伊周はこの年の12月に帰洛した。
その後、長保元年（999年）11月7日に出家中の定子は第一皇子の敦康親王を出産。出家の身で中宮としての職務を行わない定子の代行で道長が行なっていたが、長く続けるわけにもいかず、道長の長女・藤原彰子を中宮に立后し職務を行わせることになった。翌長保2年（1000年）2月25日に彰子を立后させて中宮とし、定子は皇后に移って一帝二后となった。定子はその年の暮れの12月に第二皇女媄子内親王を出産したが、後産が降りぬままに翌日未明に死去。御産に奉仕していた伊周は座産の姿勢のままで死んだ妹の亡骸を抱き、声も惜しまず慟哭したという。皇后葬送の日、大雪の中を歩行して従った伊周が詠んだ「誰もみな消えのこるべき身ならねど ゆき隠れぬる君ぞ悲しき」が『続古今和歌集』に入集している。

### 翻弄と失意の晩年
長保3年（1001年）閏12月16日、重病に悩まされる東三条院は、一条天皇に伊周を本位（正三位）に復すよう促したという。なお、この前年の長保2年（1000年）には道長が天皇に、伊周復位の奏上を行ったものの、天皇が異常な奏上だとして取り上げなかったとされる。長保5年（1003年）9月22日に伊周は従二位に叙せられ、寛弘2年（1005年）2月25日正式に座次を大臣の下・大納言の上と定められ、翌月26日には改めて昇殿を聴される。4月24日には伊周が極秘に参内をして天皇と会見し、11月13日には朝議に参加した。この間の寛弘元年（1004年）秋には、道長が伊周作の「入宋僧寂照の旧房に到る」詩に唱和し、奏上して御製の詩を賜ったという、ささやかな交流の話も伝わる。
寛弘4年（1007年）伊周・隆家兄弟が伊勢国を基盤とする武士の平致頼を抱き込んで、8月2日に平安京を出発して大和国の金峰山へ参詣中の道長に対して暗殺を実行しようとしているとの噂がにわかに浮上し、8月13日には道長と連絡を取るために頭中将・源頼定が勅使として派遣される。結局、この件はあくまでも噂に終わり、8月14日に道長は無事帰京している。
寛弘5年（1008年）正月16日に伊周は大臣に准ぜられ封千戸を賜り（のちに准大臣と称される地位。以後「儀同三司」と自称）、朝議にも発言権が持てるようになったが、9月11日に彰子が一条天皇の第二皇子敦成親王を産んだことは、甥の即位を強く望む伊周にとって致命的な打撃となった。落胆した彼は、敦成親王百日の儀に列席し、請われもしないのにあえて和歌序を執筆し、一座を驚かせた。この時の序文は、『新撰朗詠集』に選ばれるほど素晴らしい出来であったが、世の人々は伊周の挙動を非難したという。寛弘6年（1009年）正月7日に正二位に叙せられるも、2月20日には中宮と新生の皇子に対する呪詛事件が起き、伊周の叔母・高階光子が入獄させられ、伊周は直ちに朝参を止められた。その後4ヶ月も経たぬ6月13日には早くも一件落着して、伊周は朝参を聴され、また本来は武官にしか許されない「帯剣」の殊遇も得た。
伊周は翌寛弘7年（1010年）正月28日、37歳で没した。臨終に際し、彼は后がねに育てた2人の娘へ「くれぐれも、宮仕えをして、親の名に恥をかかせることをしてはならぬ」と、また息子・藤原道雅に「人に追従して生きるよりは出家せよ」と遺言したという。死後、その邸である室町第は群盗が入るほど荒廃し果てた。加えて道長側の政治的意向もあり、伊周の次女は中宮・彰子への出仕を余儀なくされている。嫡男・道雅は、三条院の皇女・当子内親王と密通事件をおこしているが、『御堂関白記』には当子内親王の乳母が手引きしたものと記され、倉本一宏によれば「当子内親王の将来に不安を感じた乳母が不良でもよいから有力貴族と結びつけようとした」らしい。以後、官途にも恵まれず多くの乱行におよび、『栄華物語』には、道雅が花山天皇の皇女を殺害し犬に食われた事件の首謀者であると記される。また「荒三位」と渾名された。長女は道長の次男・藤原頼宗の正室として重んぜられ、右大臣俊家・内大臣能長を始めとする多くの子をなした。頼宗の孫・藤原全子は藤原頼通の孫・師通に嫁いで嫡男・忠実を生んだ。そのため女系ながらも、伊周の血筋は摂家に繋がっている。
駿河大森氏など、子孫を名乗る家もある。

## 人物
才名高かった母・貴子から文人の血を享けた伊周は属文の卿相として、漢学に関しては一条朝随一の才能を公認され、早くから一条天皇に漢籍を進講した。『本朝麗藻』『本朝文粋』『和漢朗詠集』に多くの秀逸な漢詩文を残し、その感慨に富む筆致は時に世人の涙を誘う。歌集『儀同三司集』は散逸してしまったが、『後拾遺和歌集』（2首）以下の勅撰和歌集に6首が採録されている勅撰歌人である。『大鏡』は彼の不遇を自身の器量不足に求めつつも、その学才が日本のような小国にはもったいなかったという。
心が幼い人であったとの評価があり、一条天皇が「道隆が病気の間は伊周に内覧の職務を行わせる」宣旨が下された際、伊周は文中の「病気の間」を削除させようとした事が『小右記』に記されている。また紫式部が仕えた中宮彰子所生の敦成親王の「百日の儀」の席で、藤原行成がその日に詠まれる和歌の序題を書いている最中、伊周は行成から筆を取り上げ「第二皇子百日ノ嘉辰禁省ニ合宴ス」と漢詩を勝手に書いた、これは「敦成親王は第二皇子であり、第一皇子は我が妹が産んだ敦康親王である」という意思表示で、生まれてまもない赤子への嫉妬をわざわざ祝いの席で訴え、その場を不穏な空気にさせた。伊周の容姿は端麗だったと『枕草子』『栄花物語』などに見える。

## 官歴
『公卿補任』による。
- 寛和元年（985年） 11月20日：従五位下（大嘗会、春宮御給）
- 寛和2年（986年） 7月22日：昇殿。8月13日：侍従。10月15日：左兵衛佐
- 寛和3年（987年） 正月7日：従五位上（皇太后宮御給）。9月4日：左近衛少将。10月14日：正五位下（今日摂政第行幸賞）。10月17日：五位蔵人
- 永延2年（988年） 正月7日：従四位下（以父卿旧加階所譲與也）。正月10日：禁色（番記）。日付不詳：昇殿
- 永延3年（989年） 2月27日：備中権介、禁色。3月25日：従四位上（摂政六十賀、仍子息等有此賞）。4月5日：右中弁。7月13日：右近衛少将、弁如元
- 永祚2年（990年） 7月10日：右近衛中将、止弁。9月1日：蔵人頭。10月15日：正四位下（今日新本宮、仍有此賞）
- 正暦2年（991年） 正月26日：参議、右中将如元。3月28日：着座。7月27日：従三位。9月7日：権中納言（超五人）。9月9日：勅授帯剣
- 正暦3年（992年） 8月28日：権大納言。12月7日：正三位（今日中宮遷行二条新宮賞也（超五人））
- 正暦5年（994年） 8月28日：内大臣（超三人）
- 正暦6年（995年） 3月9日：宣旨云、関白病間可行事云々。4月5日：給随身左右近衛各四人。10日：服解（父）。5月5日：止内覧。8月28日：東宮傅（春宮・居貞親王）
- 長徳2年（996年） 4月24日：坐事左降大宰権帥
- 長徳3年（997年） 3月23日：給官符召返。12月：入洛
- 長保3年（1001年） 閏12月16日：復本位（正三位）
- 長保5年（1003年） 9月22日：従二位
- 寛弘2年（1005年） 2月25日：宣旨云、列大臣下大納言上朝参者。11月13日：宣旨、預八朝儀
- 寛弘5年（1008年） 正月16日：准大臣、給封戸
- 寛弘6年（1009年） 正月7日：正二位。2月20日：宣旨、無召不参大内者（依呪詛事也）。6月19日：宣旨、更聴朝参被恩免
- 寛弘7年（1010年） 正月28日：死没

## 系譜
- 父：藤原道隆
- 母：高階貴子 - 高階成忠の娘、掌侍。小倉百人一首では伊周の通称から儀同三司母と呼称される。
- 妻：源重光の娘
  - 長男：藤原道雅（992-1054）
  - 長女：藤原頼宗室（?-1034）
  - 二女：藤原周子[27]（帥殿の御方） - 中宮藤原彰子女房、藤原良頼妻のちに藤原能信妻
- 妻：源致明の娘
  - 男子：藤原顕長
- 妻 :  藤原為光の娘（寝殿の上）

以下は一部の系図に記載が見られるが、後世の仮冒と考えられている。
- 妻：伊勢大輔（大中臣輔親の娘） - 藤原彰子女房（伊勢大輔は高階成順に嫁したことになっている）
  - 男子：藤原忠周 - 大森氏・葛山氏祖[29]
- 妻：有道氏
  - 男子：有道遠峰（?-1069） - 児玉氏祖[30]

## 関連作品
映画
- 『源氏物語 千年の謎』（2011年、東宝、演：佐藤祐基）

テレビドラマ
- 『光る君へ』（2024年、NHK大河ドラマ、演：三浦翔平）

漫画
- 『神作家・紫式部のありえない日々』